# Амфилохия
Амфилохия (на гръцки: Αμφιλοχία, старо Κραβασαρά, Кравасара) е градче в Република Гърция, разположено в Етолоакарнания, център на едноименния дем Амфилохия. Градът има население от 4119 души (2001). Градчето е в непосредствена близост до морето и е туристическа дестинация.
До 2011 г. Амфилохия е център на бившия ном Балтос.

## Личности
Родени в Амфилохия
- Власиос Цироянис (1872 – ?), гръцки революционер